# دی‌اوکا (مجموعه تلویزیونی)
دی‌اوکا یک برنامه تلویزیونی است که از اوت ۱۹۹۰ هر چهارشنبه و پنجشنبه از شبکه عمومی آلمانی زبان سوئیس پخش می‌شود. گستره این برنامه عمدتا آثار مستند است.   هم تولیدات داخلی و هم مستندهای منتخب بین‌المللی در این برنامه پخش می‌شود.

## قالب برنامه‌ها
روز‌های چهارشنبه و پنجشنبه شب یک فیلم مستند در این برنامه پخش می‌شود. در «DOK am Thursday» بیشتر تولیدات داخلی از سوئیس به نمایش در می‌آید، اما برخی زمان‌ها مستندهای بین‌المللی نیز نمایش داده می‌شود.برنامه‌های دی‌اوکا به یک موضوع محدود نمی‌شود. فیلم‌های مستندی از گستره جهانی در «داک بامداد چهارشنبه» پخش می‌شود که در این برنامه، تمرکز بر موضوعات اجتماعی و سیاسی است.

## لینک‌های وب
- وب سایت DOC
- SRF DOK در یوتیوب